# Esgrima peniana

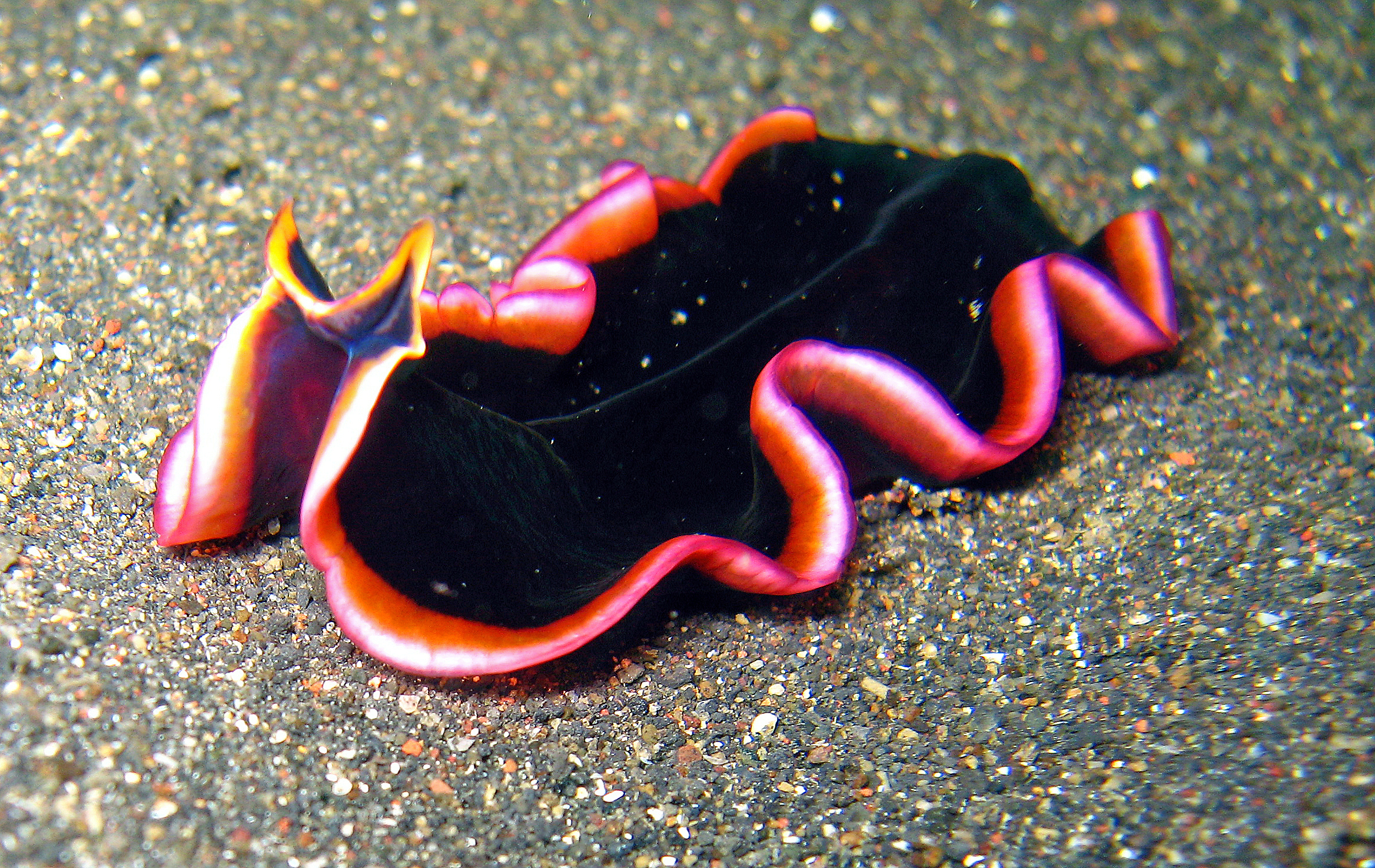
Pseudobiceros hancockanus.

Esgrima peniana (do inglês penis fencing) é um comportamento de cópula executado por certas espécies de planárias, como o  Pseudobiceros hancockanus. Espécies que se engajam na prática são hermafroditas, possuindo gônadas produtoras de óvulos e gônadas produtoras de espermatozoides.
Os indivíduos desta espécie "esgrimem" com seus pênis de duas pontas, semelhantes a adagas, que são pontudos e brancos. O espécime que tocar o outro inseminará o tocado, pois o esperma será absorvido pelos poros da pele, causando fertilização.
Manter filhotes, mesmo sendo necessário para a continuação da espécie, requer recursos consideráveis da mãe. Assim, no que tange ao esforço, é preferível ser pai a ser mãe. Entretanto, há outras espécies hermafroditas nas quais ambos os parceiros tentam ser inseminados, ao invés de insemintar.

## Outros usos
O termo também se aplica a uma atividade homossexual entre dois bonobos machos.